# Mysterious Skin
Mysterious Skin (Oscura inocencia en España, Piel misteriosa en Hispanoamérica) es una película de drama de 2004 dirigida por Gregg Araki, quien escribió el guion basándose en la novela homónima de Scott Heim. Protagonizada por Joseph Gordon-Levitt, Brady Corbet, Michelle Trachtenberg, Mary Lynn Rajskub y Elisabeth Shue, es la octava película de Araki y su estreno tuvo lugar en el Festival Internacional de Cine de Venecia de 2004, pero no se distribuyó comercialmente hasta 2005. La trama relata la historia de dos preadolescentes que fueron víctimas de abusos sexuales por parte de su entrenador de béisbol, y cómo esto afectó de diferente manera a sus vidas: uno de ellos se convierte en un temerario prostituto masculino, mientras que el otro se aísla en un mundo de fantasía, pues cree haber sido abducido por alienígenas. 
Mysterious Skin obtuvo buenas reseñas por parte de los críticos, pero debido a su temática también fue objeto de cierta controversia.

## Argumento
Neil es un joven que se dedica a prostituirse con hombres mayores en su pequeña ciudad. Demostró sentirse atraído por los hombres desde muy temprana edad, pues le encantaban las revistas de Playgirl de su madre. Ese mismo verano, empieza a jugar en un equipo de béisbol de la liga infantil, cuyo entrenador es un pederasta que inmediatamente lo convierte en su favorito.
Por su parte, Brian es un retraído estudiante universitario que en la niñez sufrió varios desvanecimientos con pérdidas de memoria, y está convencido de que ha sufrido una abducción por parte de los extraterrestres. Con la ayuda de Avalyn, otra creyente en los ovnis, empieza a investigar los recuerdos encerrados en sus sueños, donde saca la imagen de otro niño de su equipo, Neil. Cuando descubre quién es, va a buscarlo pero Neil se ha marchado a Nueva York a ejercer la prostitución homosexual profesionalmente, y en su lugar conoce a Eric, el mejor amigo de Neil; ambos se hacen amigos.
Tras una temporada en Nueva York con su amiga Wendy, en la que ha tenido desagradables experiencias como chapero, Neil regresa a su ciudad natal en Navidad. Al llegar, Eric le presenta por fin a Brian, quien deseaba conocerlo. Entonces, Neil le informa que sus recuerdos no son de un encuentro extraterrestre, sino que en realidad fue abusado sexualmente por su entrenador y con colaboración suya, pero su mente había disociado estos recuerdos.

## Reparto
- Joseph Gordon-Levitt como Neil McCormick.
- Chase Ellison como Neil McCormick de niño.
- Brady Corbet como Brian Lackey.
- George Webster como Brian Lackey de niño.
- Michelle Trachtenberg como Wendy.
- Riley McGuire como Wendy de niña.
- Jeff Licon como Eric Preston.
- Bill Sage como el entrenador.
- Mary Lynn Rajskub como Avalyn Friesen, creyente en los ovnis.
- Elisabeth Shue como Ellen McCormick, la madre de Neil.
- Chris Mulkey y Lisa Long como los padres de Brian.
- Kelly Kruger como Deborah Lackey, la hermana de Brian.
- Rachael Nastassja Kraft como Deborah de niña.
- Richard Riehle como Charlie, cliente maduro de Neil
- Billy Drago como cliente de Neil con VIH.
- Pete Kasper como cliente violento de Neil.

## Producción
Respecto a la protección de los niños actores en las escenas donde se representa el abuso sexual de los niños Araki dijo: «Chase y George han sido separado de las escenas del resto del elenco». Sus escenas fueron editadas a posteriori para dar la apariencia de los abusos sexuales sobre los niños, que no se representan explícitamente.

## Premios
- Bergen International Film Festival Premio del jurado 2004
- Polished Apple Awards – Mejor película 2006
- Icelandic Queer Film Festival – Mejor obra de ficción 2006

## Repercusión
La película recibió una general acogida positiva, con el 84% de votos como "Fresco" en el Rotten Tomatoes. Roger Ebert le dio 3,5 sobre las 4 estrellas posibles, describiéndola como «la película mas angustiosa, extraña y a la vez la más emocionante que he visto sobre el abuso infantil». Joseph Gordon Levitt fue aclamado por su actuación en la película y el mismo admitió que por la calle había sido aplaudido por su papel.
Según el psicólogo Richard Gartner, la novela Mysterious Skin es una descripción asombrosamente precisa sobre los efectos del abuso infantil en los niños a largo plazo.[cita requerida]
La película fue objeto de cierta controversia en Australia, donde la Asociación de Familias de Australia solicitó la revisión de su clasificación y que la película fuera prohibida debido a su descripción del abuso sexual infantil podría servir de fomento de esta actividad. Los seis miembros de la Junta de Revisión de Clasificación votaron cuatro a dos en favor de que se siguiera exhibiendo con la calificación R18.